# ليليان روبرتس
ليليان روبرتس (بالإنجليزية: Lillian Roberts)‏ هي نقابية أمريكية، ولدت في 2 يناير 1928.